# Elfenbenskustens herrlandslag i fotboll
Elfenbenskustens herrlandslag i fotboll representerar Elfenbenskusten i fotboll för herrar, och spelade sin första match den 13 april 1960 i Madagaskar, och vann med 3-2 mot Dahomey (senare Benin).
1992 blev det seger i Afrikanska mästerskapet. 8 september 2005 säkrade Elfenbenskusten avancemanget till VM 2006. 10 februari 2006 gick man till final i Afrikanska mästerskapet men förlorade mot Egypten. I VM 2006 i Tyskland blev sagan kort och laget försvann redan i gruppspelet. Efter två 1-2-förluster mot Nederländerna och Argentina slog man Serbien och Montenegro med 3-2.
I Afrikanska mästerskapet 2008 gick Elfenbenskusten ledda av Didier Drogba ända till finalen men föll där mot Egypten. Elfenbenskusten kvalificerade sig till VM i Sydafrika 2010. Där åkte laget också ur efter gruppspelet efter 0-0 mot Portugal, förlust med 1-3 mot Brasilien och seger över Nordkorea med 3-0. 2012 tog laget sitt andra silver i Afrikanska mästerskapet. Elfenbenskusten är kvalificeande för världsmästerskapet i fotboll i Brasilien 2014. Det mästerskapet slutade på grymmaste sätt. Man inledde med seger mot Japan med 2-1. Sedan förlust mot Colombia med 1-2. I sista gruppspelsmatchen förlorade man mot Grekland med 1-2, sedan Grekland fått straff på övertid. För tredje gången i rad missade Elfenbenskusten därmed att gå vidare till åttondelsfinal i VM. 
2015 kom äntligen den stora framgången för den gyllene generationen i ivoriansk landslagsfotboll, när man vann afrikanska mästerskapet efter seger på straffar i finalen mot Ghana.

## Kända spelare
- Abdul Kader Keita, Al-Sadd
- Didier Drogba, Chelsea FC
- Kolo Toure, Celtic FC
- Emmanuel Eboue, Galatasaray SK
- Aruna Dindane, Lekhwiya SC
- Bonaventure Kalou
- Salomon Kalou, Lille OSC
- Yaya Touré, Manchester City FC
- Didier Zokora, Trabzonspor
- Gervinho, Parma
- Seydou Doumbia, CSKA Moskva
- Cheick Tioté
- Wilfried Bony

## Förbundskaptener
- Sven-Göran Eriksson
- Marc Wilmots